# Église Saint-Roch de Bridoré
Pour les articles homonymes, voir église Saint-Roch.
L'église Saint-Roch de Bridoré est l'église paroissiale de la commune de Bridoré, dans le département français d'Indre-et-Loire.
Elle est construite au XVe siècle et inscrite comme monument historique en 1926.

## Localisation
L'église se situe à l'entrée sud du bourg, bon loin du château. Son chœur est tourné vers l'est.

## Histoire
L'église, à la fin du XVe siècle, est peut-être construite à l'initiative d'Imbert de Batarnay.
Seuls le chœur et l'abside de l'édifice subsistent. La nef et le clocher ont été démolis et une nouvelle façade bâtie à l'entrée du chœur. Deux chapelles latérales, de chaque côté de la première travée du chœur, disparaissent également.
L'église est inscrite au titre des monuments historiques par arrêté du 12 juin 1926.

## Description
La nouvelle façade est contrebutée, à chacun de ses angles, par un contrefort qui n'est autre que la reprise des arrachements des murs de la nef.
Les deux travées de l'ancien chœur et l'abside sont voûtées en arcs d'ogive.
Une crypte découverte dans les années 1880 à l'occasion d'un affaissement de terrain abrite les sépultures de la famille de Boursault de Viantais avec trois cercueils en plomb. Ces cercueils reposent sur des fragments de statues du XVe siècle ; il s'agit vraisemblablement des sépultures de Charles Boursault de Viantais, mort en 1653, de son fils et de l'épouse de ce dernier, tous deux décédés en 1704.
Une statue de saint Roch et un bas-relief représentant saint Hubert sont protégés au titre objet. La statue en pierre, du XVIe siècle, est découverte en remploi dans les fondations du mur du cimetière en 1938, date à laquelle elle est protégée. Le bas-relief, daté du dernier quart du XVIe siècle, est encastré dans le mur nord de l'église ; il mesure 2,13 × 1,79 m et son style est proche de l'école de Michel Colombe ; son classement comme objet protégé date de 1907.

## Pour en savoir plus